# Ancient Wisdom
Ancient Wisdom е шведска блек метъл група, основана през 1993 година в Умео.

## Състав
- Marcus E. Norman (Vargher) – всички инструменти, вокал

Бивши членове
- Ulf Andersson – барабани
- Fredrik Jakobsson – бас, вокал
- Andreas Nilsson – китара

Студийни музиканти
- Jens Rydjn – пиано, клавири
- Kristoffer Wrath Olivius – вокал

## Дискография
Full-length
- 1996 – For Snow Covered the Northland
- 1997 – The Calling
- 2000 – ...And the Physical Shape of Light Bled
- 2004 – Cometh Doom, Cometh Death

Demo
- 1994 – Through Rivers of the Eternal Blackness